# آرثر سيريل بويس
آرثر سيريل بويس هو محامي وسياسي كندي، ولد في 12 سبتمبر 1867، وتوفي في 4 أغسطس 1942. حزبياً، نشط في حزب كندا المحافظ. وقد انتخب عضو مجلس العموم الكندي.